# Counter-Strike: Online 2
Counter-Strike: Online 2 – gra wieloosobowa z gatunku FPS, wydana w 2013 roku na rynku azjatyckim. Remake gry Counter-Strike Online wydanej w 2008 roku. Względem poprzedniczki ma oferować ulepszoną oprawę graficzną, nowe mapy, bardziej rozbudowane opcje modyfikowania swojego ekwipunku i broni. Gra jest dostępna na modelu freemium z systemem mikropłatności.